# شعب كوكي
شعب كوكي هم مجموعة عرقية في شمال شرق الهند ولايات مانيبور، ناجالاند، آسام، ميغالايا،  تريبورا وميزورام، بالإضافة إلى الدول المجاورة بنغلاديش وميانمار. يشكل كوكي واحدة من أكبر مجتمعات قبائل التلال في شمال شرق الهند، إلى جانب المناطق المجاورة في بنغلاديش وميانمار. ويتواجدون في شمال شرق الهند، في جميع الولايات باستثناء أروناتشال براديش. إن شعب تشين في ميانمار وشعب ميزو في ميزورام هم قبائل عشيرة من كوكي. ويطلق عليهم مجتمعين اسم شعب الزو.
يتم التعرف على حوالي خمسين قبيلة من شعوب كوكي في الهند على أنها قبيلة مجدولة في الهند، بناءً على اللهجة التي يتحدث بها مجتمع كوكي المعين بالإضافة إلى منطقتهم الأصلية.